# داريل باول (لاعب كرة قدم أسترالية)
داريل باول (بالإنجليزية: Daryl Powell)‏ هو لاعب كرة قدم أسترالية أسترالي، ولد في 31 مايو 1952.

## وصلات خارجية
- داريل باول على موقع AustralianFootball.com (الإنجليزية)
- داريل باول على موقع AFLtables.com (الإنجليزية)